# Сцена

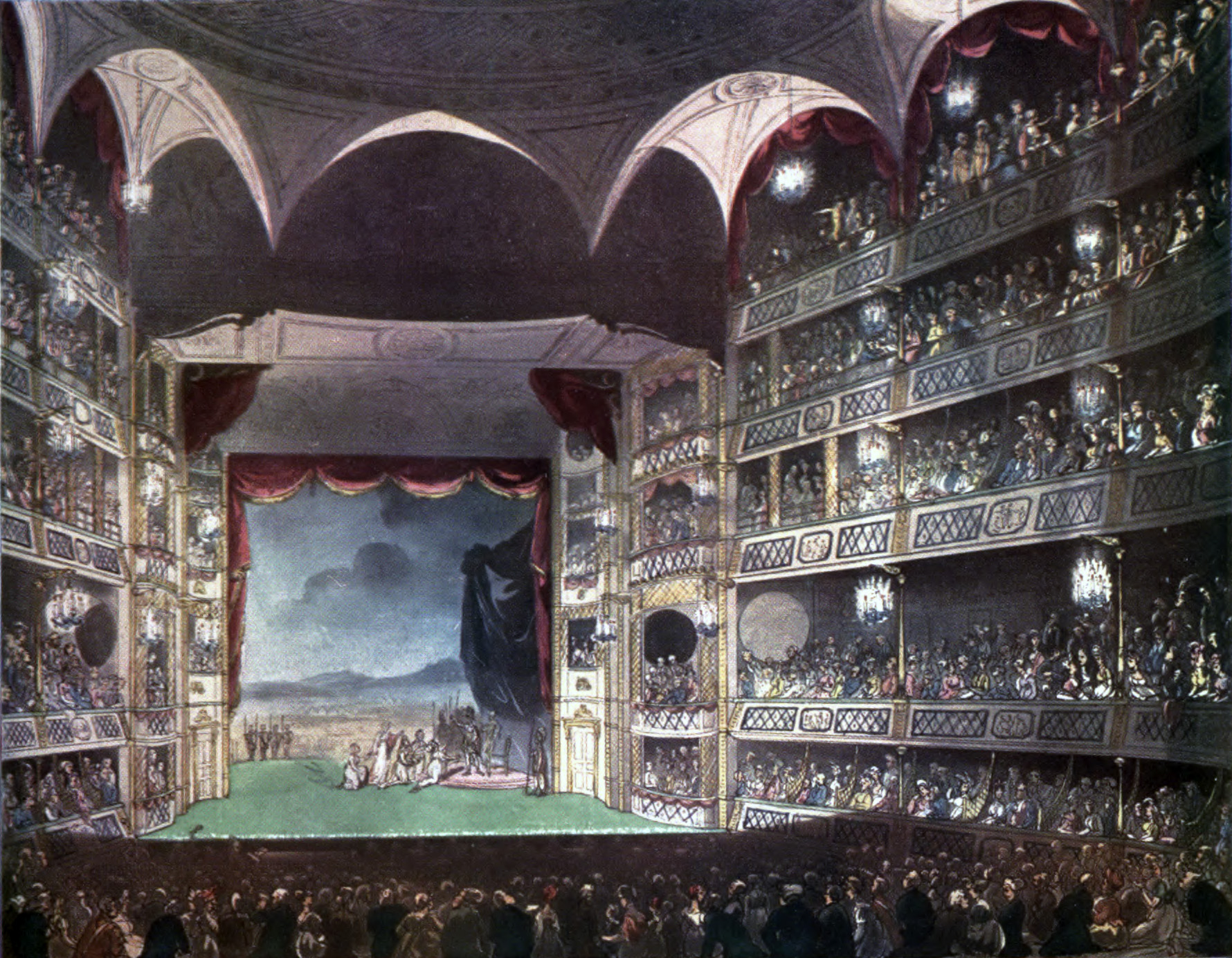
Сцена театра Друри-Лейн (1808)

Сце́на (др.-греч. σκηνή, дословно — «палатка, шатёр») — место, где происходит основное представление спектакля в театре. Стандартно расположена перед зрительным залом и на возвышении (хотя есть театры, где зрители расположены вокруг сцены и на одном уровне с исполнителями).
В древнегреческом театре сцена изначально представляла собой шатёр, в котором готовились к выступлению актёры, затем стала частью театрального антуража, изображая фасады зданий, задние планы. Само театральное действие проходило в орхестре, позднее — в проскении.

## Устройство современной театральной сцены
Современный театр обычно использует сцену закрытого типа, которую называют сценой-коробкой. Главным признаком её является наличие замкнутого пространства, отделённого от зрительного зала стеной. Сообщение между сценой и залом осуществляется посредством отверстия в передней стене сцены. Образующаяся при этом архитектурная арка носит название портала сцены (от лат. porta — ворота, вход), а пространство, заключённое внутри арки, называется зеркалом сцены. 

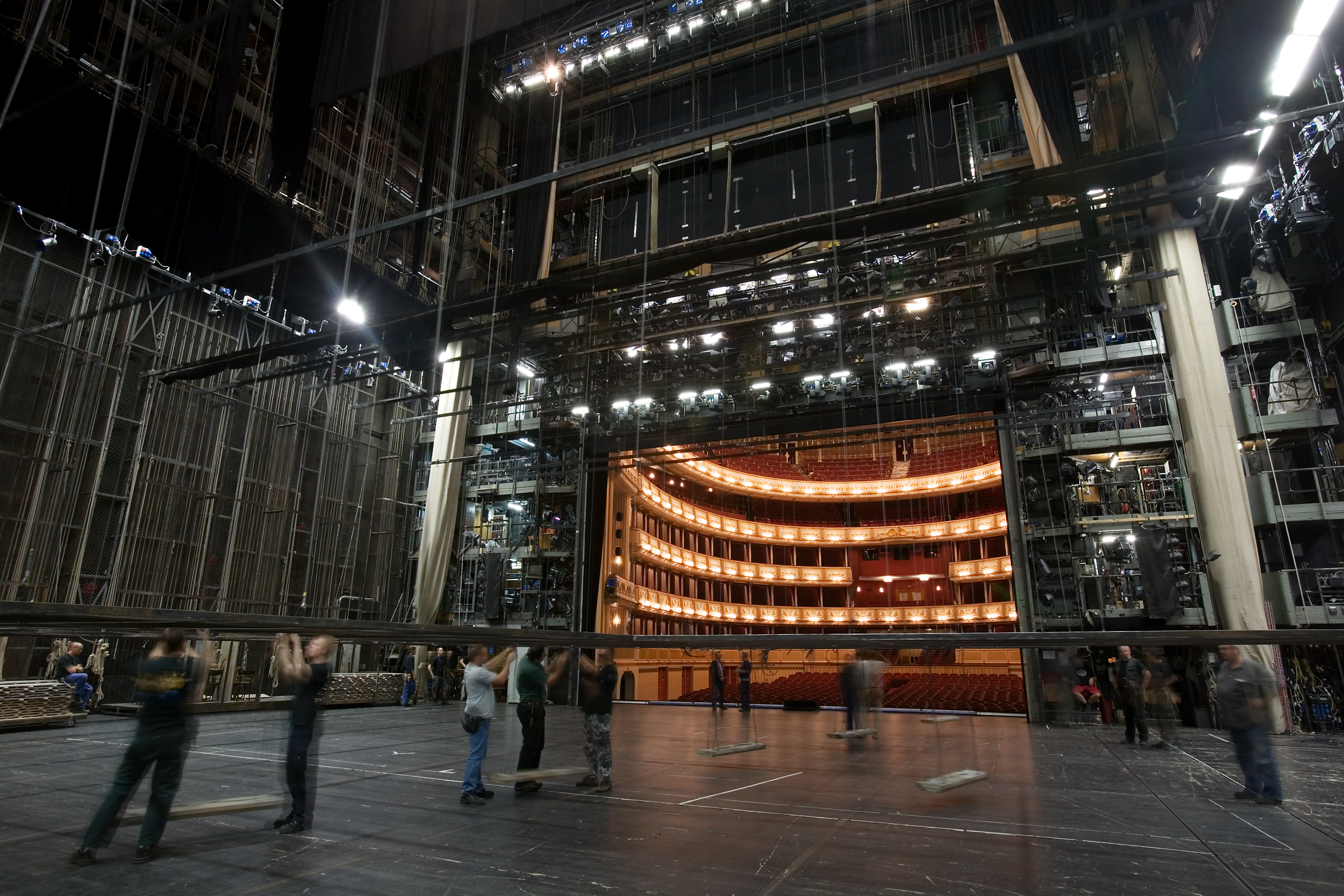
Сцена и закулисное пространство Венской государственной оперы

По горизонтальному сечению сценическая площадка состоит из трёх частей: авансцены, сцены и арьерсцены — соответственно передней, основной и задней частей сцены. Арьерсцена, как правило, примыкает к основной коробке как пристройка и служит для хранения декораций, их быстрой смены с помощью накатных площадок — фурок, создания разнообразных световых и других эффектов.
Помимо этого, сцена делится на игровую часть, лежащую в пределах видимости из зала, и боковые закулисные пространства. С боков также имеются пристройки, именуемые карманами и также обычно оборудованные накатными площадками.
Для перемещения по окружности декораций и исполнителей предназначен поворотный круг. На случай пожара сцену от зала должен отделить пожарный занавес.

## Концертная сцена
Сцена для проведения концертов вне театров также представляет собой сложно организованное пространство: основная площадка для артистов оборудована акустическими отражателями и часто системой сценических мониторов (напольных громкоговорителей), направленных на исполнителей для точного контроля звука во время выступления; за кулисами или в зале располагается пульт звукооператора, управляющего общим звучанием и мониторными миксами, а также пульт светооператора, контролирующего прожекторы и световые эффекты для создания визуального образа; задник сцены служит для проекций или декораций, а над сценой размещаются фермы для подвеса осветительного и звукового оборудования.